# Schloss Marbach (Ried in der Riedmark)
Schloss Marbach ist eine von zwei mittelalterlichen Schlossanlagen in der Marktgemeinde Ried in der Riedmark in Oberösterreich (die zweite Schlossanlage ist Schloss Grünau). Drei Objekte von Schloss Marbach stehen getrennt unter Denkmalschutz (Schloss Marbach selbst, die Schlosskapelle und das Wirtschaftsgebäude).

## Geschichte
Erste urkundliche Erwähnungen reichen bis ins Jahr 1145 zurück. In dieser Zeit trat Eberhardus de Marpach gemeinsam mit Dietmar von Aist als Urkundenzeuge auf. Letzter Marpacher war Ulrich de Marpach, der 1217 vom Kreuzzug nicht mehr heimkehrte. Die damalige Burg fiel an den Landesfürsten. Lehensnehmer waren in Folge unter anderem Ulrich Lichtenegger, Otto Feuchter (ab 1382), Rudolf I. von Walsee, Sighart Panhalm (ab 1398).
Die Burg wurde während der Hussiteneinfälle ins Mühlviertel im Jahr 1424 eingeäschert. Ab 1484 besaß Wolfgang von Rohrbach die Burg, die als Wasserfeste wiederaufgebaut wurde. Nach dem Aussterben der Rohrbacher im Jahre 1619 verlieh Kaiser Ferdinand II. dem Reichshofrat Johann Engelhofer die Herrschaft Marbach. Mitglieder der Familie „Englhofer“ sind im Stift Sankt Florian begraben, wo sich drei Metallsärge in einer der Gruftkapellen befinden.
Engelhofers Erben verkauften die Burg 1623 dem Stift Sankt Florian, dem sie genau 250 Jahre lang durchgehend gehörte. Von 1706 bis 1710 erfolgte ein größerer Umbau, bei dem das Schloss seine heutige Form erhielt. Ab 1873 wurde die Anlage mehrmals verkauft. Im Jahr 1937 kam das Schloss wieder in den Besitz des Stifts Sankt Florian, das kurz darauf allerdings enteignet wurde.
Im Zweiten Weltkrieg diente das Gebäude als Pferdehof für etwa 100 Pferde. Dokumentiert ist auch die Nutzung als Feldspital kurz nach dem Ende des Zweiten Weltkrieges. Es wurden ab dem 17. Mai 1945 meist Überlebende des KZ Mauthausen und KZ Gusen darin gepflegt. Bis 1956 war ein Strafgefangenenhaus der Justizanstalt Garsten im Schloss eingerichtet.
Kurz nach dem Zweiten Weltkrieg kam das Gebäude in Privatbesitz.

## Beschreibung
Das Schloss ist dreigeschoßig und hat eine rechteckige Grundfläche. An der Westseite erstreckt sich nördlich des Haupttrakts und der Schlosskapelle ein zweigeschoßiger Laubenflügel, der an der Nordseite in einen quergestellten Wirtschaftstrakt einmündet. Die Gebäude bilden gemeinsam mit einer Mauer an der Ostseite der Liegenschaft einen Innenhof mit einem Ziergarten und zwei Springbrunnen auf gepflegten Rasenflächen.
Das Schloss befindet sich heute in Privatbesitz und wurde samt der Schlosskapelle in den 1970er Jahren gründlich saniert. Es ist nach wie vor bewohnt und daher in der Regel für die Öffentlichkeit nicht zugänglich. Die zum Schloss gehörigen Gründe sind verpachtet, der Wirtschaftshof wurde aufgelassen.

## Schlosskapelle
An der Südwestecke steht die mit dem Gebäude verbundene Schlosskapelle, die Carlo Antonio Carlone und Giovanni Battista Carlone in den Jahren 1686 bis 1689 erbauten. Ein Gemälde von Johann Michael Rottmayr aus dem Jahr 1704 stellt die Enthauptung der heiligen Katharina dar.

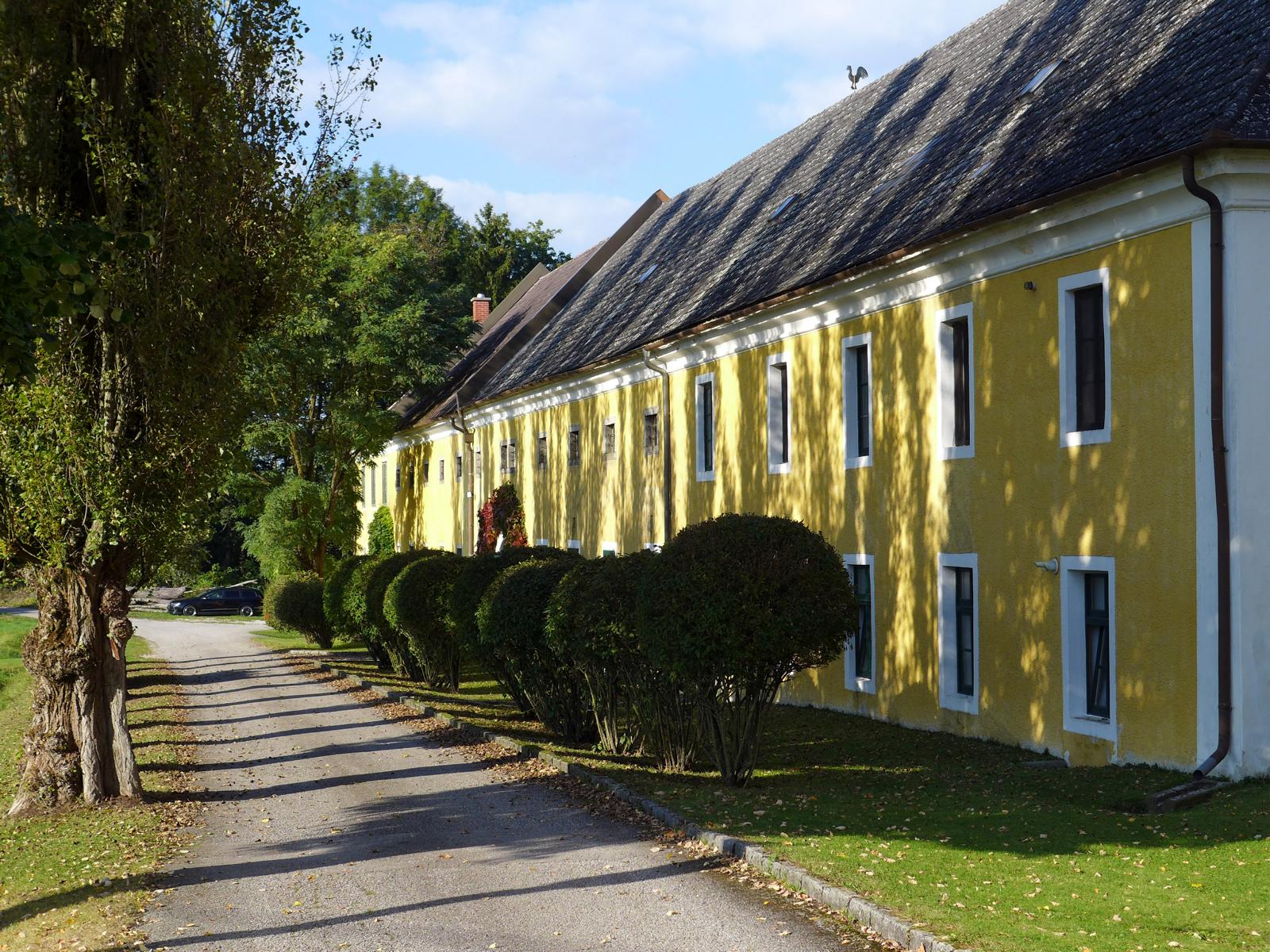
Frontseite im Westen. Ehemals Wirtschaftsgebäude
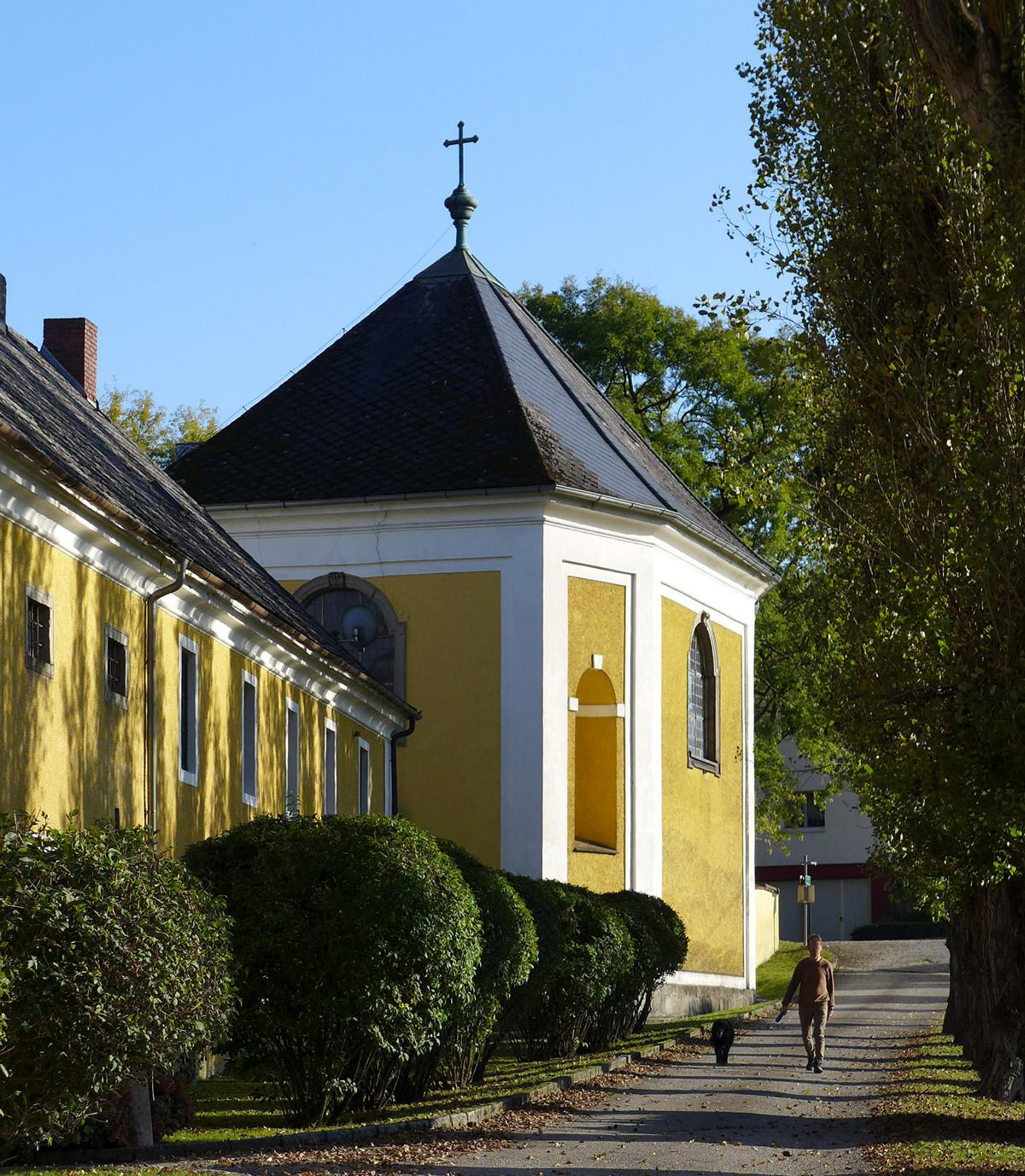
Kapelle im Westen
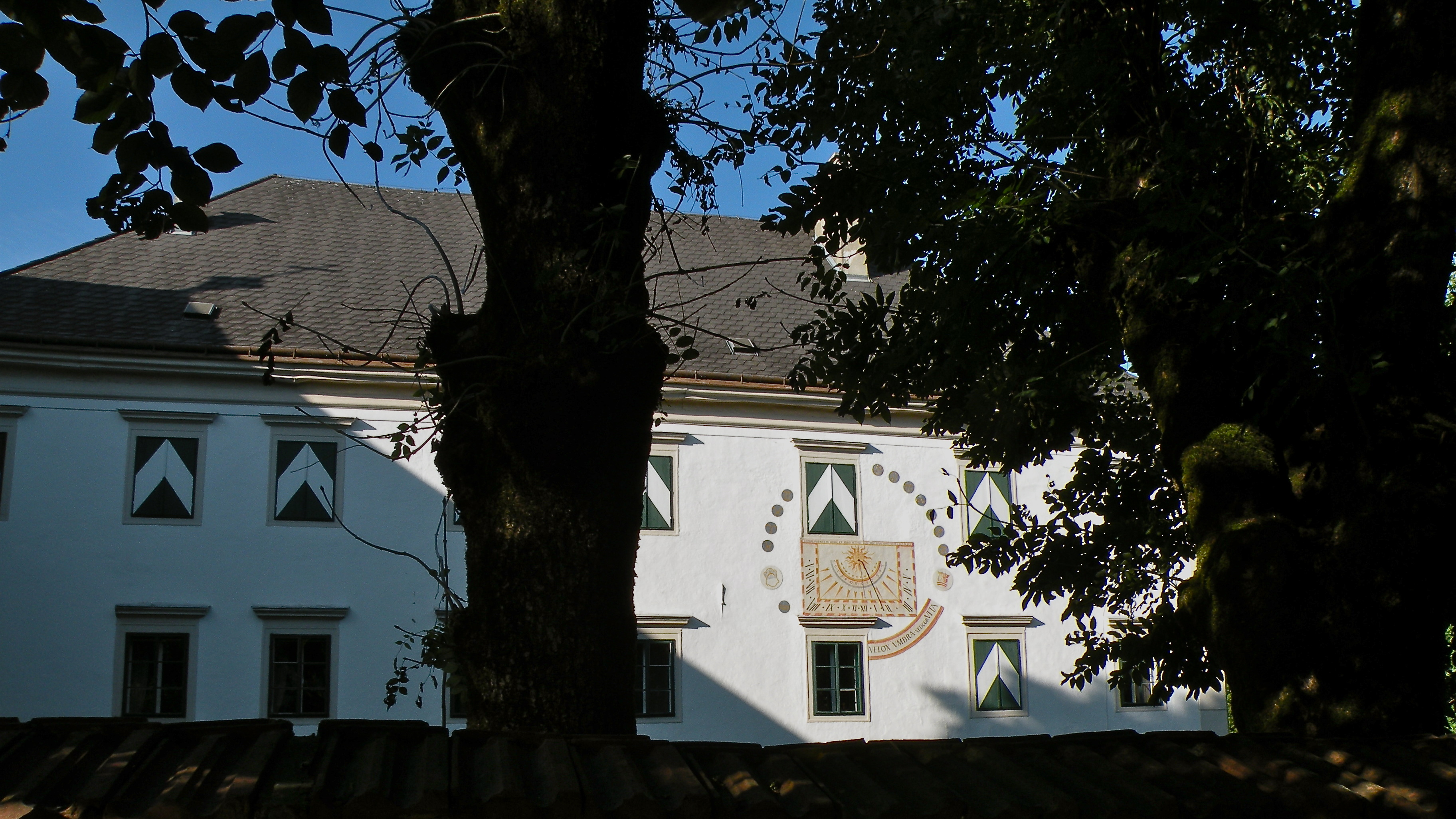
Eigentliches Schlossgebäude von Süden gesehen
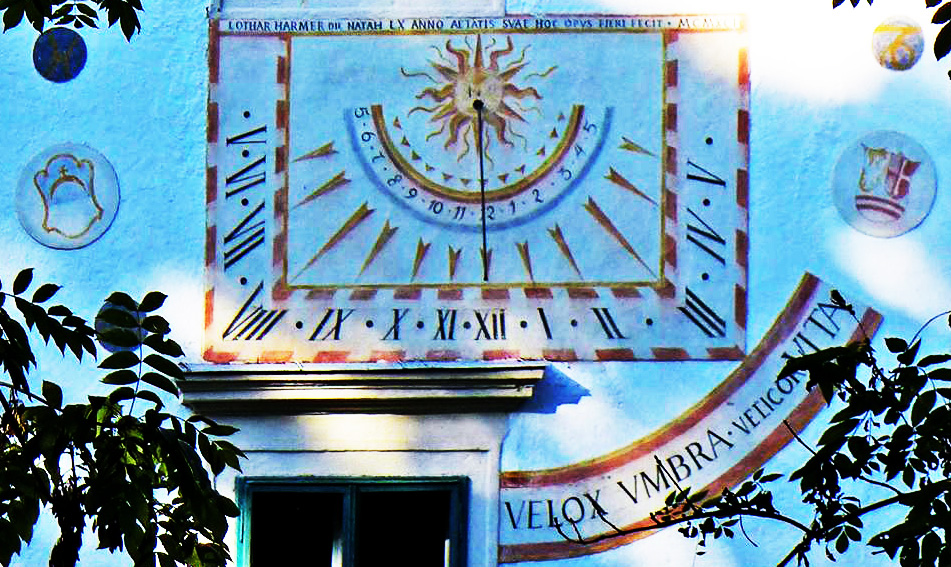
Sonnenuhr am Schlossgebäude